# Trausti
Cette page présente le prénom Trausti ainsi que ses variantes.
Trausti est un prénom masculin islandais, dérivé du vieux norrois traust signifiant « confiance, aide, protection » et venant du proto-germanique *traustaz.

## Personnalités portant ce prénom
- Trausti Haraldsson (en) (1957–), ancien footballeur islandais ;
- Trausti Laufdal (is) (1983–), musicien islandais ;
- Trausti Stefánsson (en) (1985–), sprinter islandais
- Pour l'ensemble des articles sur les personnes portant ce prénom, consulter :
  - la liste des articles dont le titre commence par ce prénom
  - les listes produites par Wikidata : Liste des personnes de prénom « Trausti » — même liste en incluant les éventuels prénoms composés qui contiennent « Trausti ».

## Prénom composé
- Ásgeir Trausti Einarsson (1992–), auteur-compositeur-interprète islandais ;
- Jón Trausti Sigurðarson (en) (1982–), musicien et journaliste islandais fondateur du magazine The Reykjavík Grapevine.